# كارلوس ساليناس دي غورتاري
كارلوس ساليناس دي غورتاري (بالإسبانية: Carlos Salinas de Gortari) (ولد 1948  م) رئيس جمهورية المكسيك الثالث والخمسون (ديسمبر 1988- 30 نوفمبر 1994) وهو اقتصادي وسياسي مكسيكي منتسب إلى الحزب الثوري المؤسساتي. بشكل عام، يعتبر ساليناس أكثر السياسيين نفوذًا وإثارةً للجدل في المكسيك منذ التسعينيات. في وقت سابق من حياته المهنية، عمل ساليناس في أمانة الميزانية، ليصبح في النهاية الأمين المسؤول. كان المرشح الرئاسي للحزب الثوري الدستوري في عام 1988، وأعلن فوزه في 6 يوليو 1988 مع وجود اتهامات بتزوير الانتخابات.
كان ساليناس دي غورتاري أول رئيس مكسيكي دارس للاقتصاد وليس القانون منذ عام 1946. تميزت رئاسته بترسيخ السياسات الاقتصادية للتجارة الحرة والنيوليبرالية التي بدأها سلفه ميغيل دي لا مدريد مراعاةً لإجماع واشنطن والخصخصة الجماعية للشركات التي تديرها الدولة ودخول المكسيك إلى نافتا والمفاوضات مع حزب العمل الوطني اليميني المعارض للاعتراف بانتصاراتهم في انتخابات حكام الولايات مقابل دعم سياسات ساليناس وتطبيع العلاقات مع رجال الدين الكاثوليك واعتماد عملة جديدة من بين أمور أخرى. منذ بداية إدارته، تعرض ساليناس دي غورتاري لانتقادات مستمرة من قبل اليسار (الذي اعتبره رئيسًا غير شرعي تولى منصبه عن طريق التزوير الانتخابي) بسبب سياساته النيوليبرالية التي زادت من معدل البطالة وتخلت عن ثروة الأمة إلى الملكية الأجنبية. في الوقت نفسه، أشاد الجناح اليميني والمجتمع الدولي بساليناس خلال السنوات الخمس الأولى من توليه المنصب باعتباره شخصية رائدة في العولمة ونسبوا إليه الفضل في تحديث البلاد. كذلك، دعمت حكومة الولايات المتحدة ساليناس في سعيه لرئاسة منظمة التجارة العالمية المُنشأة حديثًا.
سرعان ما أدت سلسلة من الأحداث الجارية في عام 1994 إلى انهيار صورته العامة محليًا ودوليًا، بعد سنوات من النمو الاقتصادي المطرد خلال فترة رئاسته. كشف عامه الأخير في المنصب عن فشل ساليناس في معالجة عدم المساواة الاجتماعية في البلاد، وسرعان ما تبع ذلك الكشف عن سوء إدارة ساليناس والفساد داخل دائرته الداخلية. شملت هذه الأحداث انتفاضة زاباتيستا واغتيال لويس دونالدو كولوسيو (خليفة ساليناس المختار بعناية ومرشح الحزب الثوري الدستوري لانتخابات 1994 الرئاسية) واغتيال خوسيه فرانسيسكو رويز ماسيو -صهر ساليناس وأمين عام الحزب الثوري الدستوري. أدى ارتفاع العنف السياسي إلى حالة من عدم الاستقرار الاقتصادي. وقف ساليناس حازمًا في مواجهة الضغوط التي ستؤدي إلى خفض قيمة البيزو، واختار إستراتيجية كان يعتقد أنها ستساعد في ترشيحه ليكون الرئيس الافتتاحي لمنظمة التجارة العالمية. نتيجةً لذلك، دخلت المكسيك في واحدة من أسوأ الأزمات الاقتصادية في تاريخها بعد أقل من شهر على ترك ساليناس لمنصبه. بعد فترة وجيزة، قُبض على شقيقه راؤول ساليناس دي غورتاري لأنه أمر باغتيال رويز ماسيو، ووجهت إليه فيما بعد اتهامات بتهريب المخدرات. بعد ذلك، غادر ساليناس البلاد لسنوات عديدة.
بشكل عام، يُشار إلى ساليناس كأقل رئيس سابق يحظى بالشعبية في المكسيك. وجد استطلاع أجرته باراميتريا عام 2005 امتاك 73% من المستطلعين صورة سلبية عنه، بينما امتلك 9% فقط صورة إيجابية عن هذا الرئيس السابق.

## التعليم
تعلم في الجامعة الوطنية المستقلة في المكسيك، وكلية كينيدي بجامعة هارفارد.

## روابط خارجية
- كارلوس ساليناس دي غورتاري على موقع الموسوعة البريطانية (الإنجليزية)
- كارلوس ساليناس دي غورتاري على موقع مونزينجر (الألمانية)
- كارلوس ساليناس دي غورتاري على موقع إن إن دي بي (الإنجليزية)
- كارلوس ساليناس دي غورتاري على موقع أوليمبيديا (الإنجليزية)